# Ivars Timermanis
Ivars Timermanis (ur. 4 lutego 1982 w Bausce) – łotewski koszykarz, występujący na pozycji niskiego skrzydłowego, reprezentant kraju.
Występował w ukraińskim zespole BK Czerkasy. Timermanis jest członkiem łotewskiej koszykarskiej drużyny narodowej. Grał w wielu klubach na Łotwie i w Niemczech, takich jak łotewskie BK Ventspils, Riga Barons i niemieckie Eisbären Bremerhaven.

## Osiągnięcia
Na podstawie, o ile nie zaznaczono inaczej.
Drużynowe
- Mistrz:
  - Łotwy (2004–2006, 2010)
  - Rumunii (2013)
- Wicemistrz Łotwy (2007)
- Brąz Ligi Bałtyckiej (2007)
- 3. miejsce w pucharze Niemiec (2008)
- Uczestnik rozgrywek EuroChallenge (2012/2013)

Indywidualne
- Uczestnik meczu gwiazd ligi łotewskiej (2004, 2005)

Reprezentacja
- Uczestnik:
  - mistrzostw Europy (2005 – 13. miejsce)
  - kwalifikacji do Eurobasketu:
    - U–20 (2002)
    - U–18 (2000)